# 日本の医療・福祉・教育に関する資格一覧
日本の医療・福祉・教育に関する資格一覧（にほんのいりょう・ふくし・きょういくにかんするしかくいちらん）は、日本国内で実施されている、医療・福祉・教育に関する資格試験の名称を一覧としたものである。

## 国家資格
- 【医師法】
  - 医師
- 【歯科医師法】
  - 歯科医師
- 【薬剤師法】
  - 薬剤師
- 【保健師助産師看護師法】
  - 看護師、准看護師
  - 保健師
  - 助産師
- 【保健師助産師看護師学校養成所指定規則】
  - 看護教員
- 【母体保護法】
  - 受胎調節実地指導員
- 【臨床検査技師等に関する法律】
  - 臨床検査技師
  - 衛生検査技師
- 【診療放射線技師法】
  - 診療放射線技師
  - 診療エックス線技師
- 【栄養士法】
  - 栄養士
  - 管理栄養士
- 【理学療法士及び作業療法士法】
  - 理学療法士
  - 作業療法士
- 【視能訓練士法】
  - 視能訓練士
- 【臨床工学技士法】
  - 臨床工学技士
- 【言語聴覚士法】
  - 言語聴覚士
- 【義肢装具士法】
  - 義肢装具士
- 【救急救命士法】
  - 救急救命士
- 【あん摩マツサージ指圧師、はり師、きゆう師等に関する法律】
  - あん摩マッサージ指圧師
  - はり師
  - きゅう師
- 【あん摩マツサージ指圧師、はり師及びきゆう師に係る学校養成施設認定規則】
  - あん摩マッサージ指圧師教員
  - はり師教員
  - きゅう師教員
- 【学校教育法】
  - 理療科教員
- 【柔道整復師法】
  - 柔道整復師
- 【柔道整復師学校養成施設指定規則】
  - 柔道整復師教員
- 【歯科衛生士法】
  - 歯科衛生士
- 【歯科技工士法】
  - 歯科技工士
- 【毒物及び劇物取締法】
  - 毒物劇物取扱責任者
  - 毒物劇物監視員
- 【船員法】
  - 船舶に乗り組む衛生管理者
- 【労働安全衛生法】
  - 産業医
  - 衛生管理者
  - エックス線作業主任者
  - ガンマ線透過写真撮影作業主任者
  - エックス線等透過写真撮影者
- 【医薬品、医療機器等の品質、有効性及び安全性の確保等に関する法律】
  - 薬事監視員
  - 責任技術者
  - 登録販売者
  - 総括製造販売責任者
- 【麻薬及び向精神薬取締法】
  - 麻薬取扱者
  - 向精神薬取扱責任者
  - 麻薬取締員
- 【放射性同位元素等の規制に関する法律】
  - 放射線取扱主任者
- 【高圧ガス保安法】
  - 医療ガス保安管理技術者
- 【医療法】
  - 医療監視員
- 【学校保健安全法】
  - 学校医
  - 学校歯科医
  - 学校薬剤師
  - 学校保健技師
- 【健康保険法】
  - 保険医
  - 保険薬剤師
- 【狂犬病予防法】
  - 狂犬病予防員
- 【社会福祉士及び介護福祉士法】
  - 社会福祉士
  - 介護福祉士
- 【精神保健福祉士法】
  - 精神保健福祉士
- 【社会福祉法】
  - 社会福祉主事
- 【知的障害者福祉法】
  - 知的障害者福祉司
- 【児童福祉法】
  - 児童福祉司
  - 保育士
- 【児童福祉施設の設備及び運営に関する基準】
  - 児童の遊びを指導する者
- 【身体障害者福祉法】
  - 身体障害者福祉司
- 【廃棄物の処理及び清掃に関する法律】
  - 環境衛生指導員
  - 環境衛生監視員
- 【有害物質を含有する家庭用品の規制に関する法律】
  - 家庭用品衛生監視員
- 【介護保険法】
  - 訪問介護員
- 【障害者の雇用の促進等に関する法律】
  - 障害者職業生活相談員
- 【理容師法】
  - 理容師
  - 管理理容師
- 【美容師法】
  - 美容師
  - 管理美容師
- 【クリーニング業法】
  - クリーニング師
- 【調理師法】 
  - 調理師
- 【製菓衛生師法】
  - 製菓衛生師
- 【食品衛生法】 
  - 食品衛生管理者
  - 食品衛生監視員
- 【食鳥処理の事業の規制及び食鳥検査に関する法律】
  - 食鳥処理衛生管理者
- 【船舶職員及び小型船舶操縦者法】
  - 船舶料理士
- 【浄化槽法】 
  - 浄化槽管理士
  - 浄化槽技術管理者
  - 浄化槽検査員
  - 浄化槽清掃技術者
  - 浄化槽設備士
- 【医療法】
  - 病院清掃受託責任者
- 【教育職員免許法】
  - 教育職員免許状
- 【学校図書館法】
  - 司書教諭
- 【図書館法】
  - 司書
- 【博物館法】
  - 学芸員
- 【社会教育法】
  - 社会教育主事

## 公的資格
- 応急手当普及員（消防本部）
- 応急手当指導員（消防本部）
- 救命技能認定（消防本部）
- 臨床心理士（日本臨床心理士資格認定協会、文科省後援）
- 放課後児童支援員（都道府県知事）
- 子育て支援員（地方公共団体）
- 介護支援専門員（都道府県知事）
- 福祉用具専門相談員（都道府県知事）
- 難病患者等ホームヘルパー（都道府県知事）
- 居宅介護従業者（都道府県知事）
- 重度訪問介護従業者（都道府県知事）
- 行動援護従業者（都道府県知事）
- 移動介護従業者（都道府県知事）
- 食品衛生責任者（食品衛生協会）
- NR・サプリメントアドバイザー（日本臨床栄養協会）
- 手話通訳士（聴力障害者情報文化センター）

## 民間資格
- 日本医師会認定医療秘書（日本医師会）
- 診療報酬請求事務能力認定試験（日本医療保険事務協会）
- 医療事務技能審査試験（日本医療教育財団）
- 医事オペレータ技能認定試験（日本医療教育財団）
- ケアクラーク技能認定試験（日本医療教育財団）
- 介護基礎技能認定（日本医療教育財団）
- 医療管理秘書士（医療教育協会）
- 医療秘書士（医療教育協会）
- 保健医療ソーシャルワーカー（医療教育協会）
- 病歴記録管理士（日本病院管理教育協会）
- 医療事務検定（日本医療事務協会）
- 介護報酬請求事務技能検定（日本医療事務協会）
- 保険請求事務技能検定（日本医療事務協会）
- 診療情報管理士（日本病院会）
- 医療事務実務士（医療福祉情報実務能力協会）
- 医療秘書管理実務士（医療福祉情報実務能力協会）
- 介護情報実務能力認定試験（医療福祉情報実務能力協会）
- メディカルケアワーカー（医療福祉情報実務能力協会）
- 医事コンオペレーター（医療福祉情報実務能力協会）
- 医療保険調剤報酬事務士（医療保険学院）
- 医療秘書技能検定（医療秘書教育全国協議会）
- 医事コンピュータ技能検定（医療秘書教育全国協議会）
- 医療事務管理士（技能認定振興協会）
- 歯科医療事務管理士（技能認定振興協会）
- 調剤事務管理士（技能認定振興協会）
- 介護事務管理士（技能認定振興協会）
- 医療保険請求事務者（全国医療関連技能審査機構）
- 介護保険請求事務者（全国医療関連技能審査機構）
- 医療秘書実務能力認定試験（全国医療福祉教育協会）
- 医療事務認定実務者試験（全国医療福祉教育協会）
- 介護事務認定実務者試験（全国医療福祉教育協会）
- 看護助手認定実務者試験（全国医療福祉教育協会）
- 介事管理専門秘書検定（日本能力開発推進協会）
- 調剤報酬請求事務専門士（調剤報酬請求事務専門士検定協会）
- 歯科助手資格認定（日本歯科医師会）
- 医学物理士（医学物理士認定機構）
- 透析技術認定士（医療機器センター）
- 呼吸療法認定士（医療機器センター）
- 体外循環技術認定士（日本体外循環技術医学会）
- 高気圧酸素治療専門技師（日本高気圧環境・潜水医学会）
- ME技術実力検定（日本生体医工学会）
- 臨床ME専門認定士（日本生体医工学会）
- 消化器内視鏡技師（日本消化器内視鏡学会）
- アフェレシス学会認定技士（日本アフェレシス学会）
- 医薬情報担当者（MR認定センター）
- 置き薬医薬品販売士（日本置き薬協会）
- 健康運動指導士（健康・体力づくり事業財団）
- 健康管理士一般指導員（日本成人病予防協会）
- 健康管理検定（日本成人病予防協会）
- 赤十字救急法救急員（日本赤十字社）
- 在宅ケア療法士（在宅ケア鍼灸マッサージ協会）
- 心臓リハビリテーション指導士（日本心臓リハビリテーション学会）
- 医療福祉連携士（日本医療マネジメント学会）
- 認定補聴器技能者（日本補聴器技能者協会）
- 医療情報技師（日本医療情報学会）
- 登録カイロプラクター（日本カイロプラクティック登録機構）
- 臨床発達心理士（臨床発達心理士認定運営機構）
- 医療心理士（日本心身医学会）
- 音楽療法士（日本音楽療法学会）
- 薬学検定（日本セルフケア支援薬剤師センター）
- インフルエンザ検定（日本ハートマスク協会）
- 家庭料理技能検定（学校法人香川栄養学園）
- 福祉住環境コーディネーター（東京商工会議所）
- 認定児童厚生員資格制度（児童健全育成推進財団）
- サービス介助士（日本ケアフィット共育機構）
- 医療コンシェルジュ資格（日本医療コンシェルジュ研究所）
- 学童心理福祉士（日本福祉財団）
- 進路アドバイザー（大学新聞社）
- レクリエーション公認指導者（日本レクリエーション協会）